# Mimetus strinatii
Mimetus strinatii là một loài nhện trong họ Mimetidae.
Loài này thuộc chi Mimetus. Mimetus strinatii được miêu tả năm 1972 bởi Brignoli.